# Neubijanje
.
Neubijanje (angleško nonkilling ali non-killing) je izraz, ki se nanaša na odsotnost ubijanja, grožnje za ubijanje in pogoje, ki napeljujejo k ubijanju v človeški družbi. Čeprav se izraz v akademskem svetu večinoma nanaša na ubijanje ljudskih bitij, ga včasih razširjajo na ubijanje živali in drugih oblik življenja. To je tudi v primeru tradicionalne rabe izraza »neubijanje« kot dela budistične etike, ki je izražena v prvem predpisu Panča Šile, in v podobnih izrazih v drugih svetovnih duhovnih tradicijah. Izraz so nedavno uporabili v »Listini za svet brez nasilja«, ki jo je odobrilo 8. svetovno srečanje Nobelovih laureatov za mir.